# Капанбулак (станційне селище)
Капанбула́к (каз. Қапанбұлақ) — станційне селище у складі Жарминського району Абайської області Казахстану. Входить до складу Капанбулацького сільського округу.
Населення — 196 осіб (2021; 194 у 2009, 176 у 1999).
Станом на 1989 рік селище було частиною села Капанбулак.